# Schachweltmeisterschaft 1986
Die Schachweltmeisterschaft 1986 war ein Zweikampf zwischen Garri Kasparow und Anatoli Karpow um den Weltmeistertitel im Schach. Der Revanchekampf für Karpows Niederlage im Vorjahr war bereits die dritte Schachweltmeisterschaft zwischen Kasparow und Karpow und die 33. insgesamt, hundert Jahre nach der ersten Schachweltmeisterschaft 1886. Zwischen dem 28. Juli und dem 8. Oktober 1986 wurden in London und Leningrad jeweils zwölf Partien gespielt.
Der Revanchekampf war von Florencio Campomanes, dem Präsidenten des Weltschachbundes FIDE, gefordert worden – mit Verweis auf eine erst 1985 erfolgte Regelung. Kasparow weigerte sich zunächst und stellte erstmals die Drohung in den Raum, durch eine Abspaltung von der FIDE die Schachwelt zu teilen. Durch eine Einigung der beiden Spieler kam der Wettkampf aber doch zustande. Kasparow gewann mit 12,5:11,5 Punkten und verteidigte somit seinen Weltmeistertitel.

## Hintergrund
Als sich Kasparow 1984 für die Herausforderung Karpows qualifiziert hatte, war noch nicht geplant, dass es eine Weltmeisterschaft 1986 geben würde. Laut Reglement hätte die Schachweltmeisterschaft 1984 jener Spieler gewonnen, der zuerst sechs Partien gewinnt (bei nicht nach oben beschränkter Gesamtanzahl). Bei einem Sieg Kasparows hätte 1985 ein Revanchekampf für Karpow im selben Austragungsmodus stattgefunden. Der Sieger dieses Kampfes wäre dann 1987 regulär gegen den in den Ausscheidungskämpfen ermittelten Herausforderer angetreten.
Stattdessen wurde jedoch die bis ins Jahr 1985 andauernde Weltmeisterschaft von Campomanes unter umstrittenen Umständen nach 48 Partien abgebrochen und die Schachweltmeisterschaft 1985 als Ersatz angesetzt. Um künftig überlange Wettkämpfe zu vermeiden, kehrte die FIDE zum früheren Weltmeisterschaftsmodus zurück, bei dem Punktemehrheit aus 24 Partien zu erzielen war. Bei einem Unentschieden würde der Weltmeister seinen Titel behalten, dafür wurde der Revanchekampf für die Zukunft abgeschafft. Doch da das Match von 1985 formal noch zum WM-Zyklus 1982–1984 gehörte, in dem der Weltmeister das Recht auf einen Rückkampf hatte, wurde es ihm für diesen Wettkampf auch belassen. Durch dieses Doppelprivileg – Titelverteidigung bei Unentschieden und Revanchekampf – hatte dereinst Weltmeister Michail Botwinnik in den Jahren 1951–1961 insgesamt viermal seinen Titel verteidigen bzw. zurückerobern können.
Faktisch war das eine klare Bevorzugung Karpows, gegen die Kasparow auch protestierte. Nachdem Kasparow aber 1985 den Titel erobert hatte, beharrte Campomanes auf der Revanche und drohte Kasparow im Falle einer Verweigerung mit Absetzung. Als Matchbeginn setzte er den 10. Februar 1986 an. Sollte Kasparow bis zum 7. Januar nicht zugesagt haben, würde er zugunsten Karpows seinen Weltmeistertitel verlieren.

## Vorgeschichte

### Zwischen den Weltmeisterschaften
In seinem ersten Interview nach der Weltmeisterschaft 1984/85 für die Welt am Sonntag sagte Kasparow, dass er gegen Campomanes einen Kampf um „Demokratie im Weltschach“ führen wolle. Zum „unnötigen“ Rückkampf sei er nur bereit, wenn die Schachwelt dies wolle. Eine verbale Spitze gegen seinen Rivalen sollte sich als zutreffende Prognose erweisen:

„Karpow wird lange mein Herausforderer sein!“

Da Kasparow nach dem WM-Kampf eine mehrwöchige Erholungspause einlegte, war Karpow der erste, der wieder bei Schachturnieren antrat: Bei der ersten Schach-Mannschaftsweltmeisterschaft 1985 in Luzern, die eine Woche nach dem Ende der Einzelweltmeisterschaft stattfand, führte Karpow das siegreiche sowjetische Team an. Von neun Runden spielte er sieben und errang dabei fünf Punkte (drei Siege, unter anderem gegen den nach Frankreich emigrierten Ex-Weltmeister Boris Spasski, und vier Remis).

### Kasparows Imagetour im Westen
Kasparow präsentierte sich im Dezember persönlich bei einer Tour durch die Niederlande und die Bundesrepublik Deutschland dem Schachpublikum im Westen. Die Publikumszahlen und das Medieninteresse erreichten beim Schach bisher ungewohnte Größenordnungen. Zunächst besiegte er den Niederländer Jan Timman, den besten Spieler der westlichen Welt und Nummer 3 der Elo-Liste, bei einem Zweikampf in Hilversum mit 4:2.
Schon am Tag danach reiste er in die Bundesrepublik weiter, um eine Simultanveranstaltung mit Uhrenhandicap gegen die Bundesliga-Mannschaft des Hamburger Schachklubs zu geben – also gegen acht starke Wettbewerbsspieler, wobei am ersten Brett sogar Großmeister Murray Chandler antrat. Nach den Anstrengungen der Vortage unterlag Kasparow in den von beiden Seiten aggressiv gespielten Partien 3,5:4,5. Ausschlaggebend war unter anderem seine Niederlage gegen den westdeutschen Jugendmeister von 1985, Matthias Wahls.
Zu guter Letzt spielte er in München ein „normales“ Simultan, bei dem auch verschiedene Prominente wie Ephraim Kishon und Petra Schürmann teilnahmen. Bundespräsident Richard von Weizsäcker erschien als Zaungast. Nur 3 von 32 Spielern erreichten ein Remis, darunter Weizsäckers 32-jähriger Sohn Robert, späterer Universitätsprofessor, Großmeister im Fernschach und Präsident des Deutschen Schachbundes.
Nach dem Ende der Tournee trat Karpow wieder auf den Plan. Er spielte im IBM-Turnier in Wien mit, wo er ungeschlagen blieb, aber hinter dem Sieger Kortschnoi (gegen den er remisierte) und dem Zweitplatzierten Alexander Beliavsky nur einen geteilten dritten Platz belegte. Mit Kurt Steyrer, dem Präsidenten des Wiener Schachverbands und SPÖ-Kandidaten für das Amt des Bundespräsidenten, spielte Karpow eine Imagepartie, die (wie in solchen Fällen üblich) remis ausging.

### Die Entscheidung zur Weltmeisterschaft

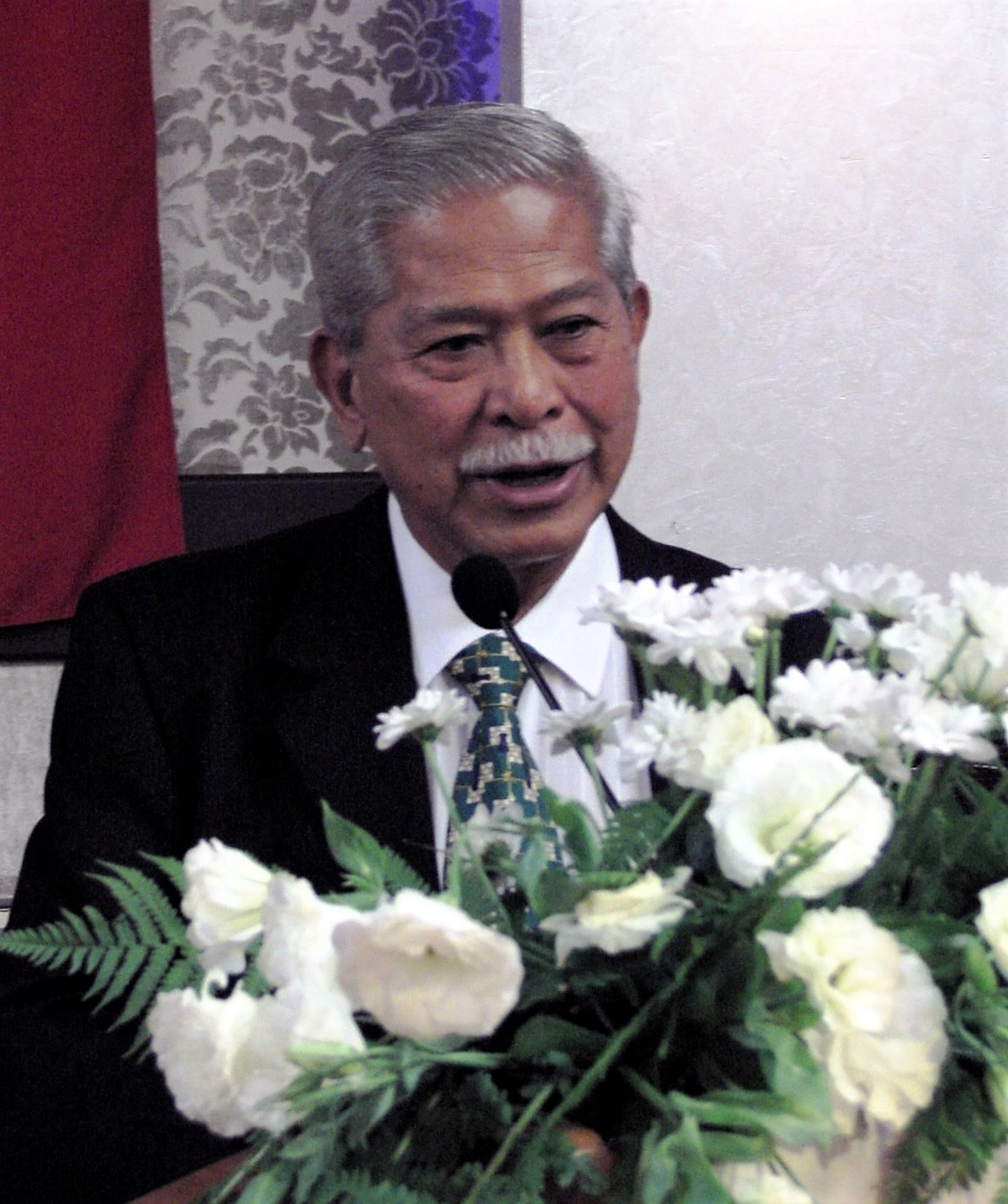
Florencio Campomanes

Kasparow hatte die Tour zu einer Medienkampagne gegen Campomanes und das Revanchematch genutzt. Er spielte mit dem Gedanken, sich nach seiner Absetzung (so sie denn erfolgen würde) von der FIDE abzuspalten. Etwa gleichzeitig wurde auch ein Gegenkandidat für FIDE-Präsident Campomanes vorgestellt: der Brasilianer Lincoln Lucena.
Karpow erklärte in Interviews stets, auf dem Wettkampf zu bestehen. Allerdings ließ er anklingen, dass der von Campomanes angesetzte Beginn am 10. Februar 1986 auch ihm zu früh sei. Der sowjetische Schachverband bezog keine eindeutige Position; jedenfalls wurde Kasparow nicht daran gehindert, auch mittels der sowjetischen Nachrichtenagentur TASS die Revanche als absurd zu bezeichnen.
Unter diesen Umständen fühlte sich Campomanes in einer zu schwachen Position, um seine für 7. Januar angekündigte Absetzung Kasparows durchzuziehen. Er verschob seine Entscheidung auf den 16., danach auf den 24. Januar. Noch vor diesem Datum kam jedoch die große Überraschung: Kasparow und Karpow hatten sich mit Billigung des sowjetischen Schachverbands, aber ohne Beteiligung des Weltschachverbands FIDE, geeinigt. Das WM-Match sollte erst Ende Juli oder Anfang August in Leningrad stattfinden, also nach einer für beide Spieler notwendigen Pause. Der Verlierer würde später ein Match gegen den Sieger des Kandidaten-Zyklus 1987 für die Qualifikation zur Schachweltmeisterschaft 1987 austragen. Campomanes konnte danach noch erreichen, dass die erste Hälfte des Matches in London ausgetragen wurde. Dieses war als „unbeteiligter“ Austragungsort laut einem FIDE-Beschluss zu bevorzugen und hatte 1,8 Millionen Schweizer Franken für das Match geboten, Leningrad dagegen nur 1 Million.

### Die Vorbereitung der beiden Kontrahenten
Beim Turnier in Brüssel trat Karpow gegen einen Großteil der Schachelite an, unter anderem wiederum Kortschnoi, der zwischendurch auch das wichtige Open in Lugano gewonnen hatte. Nach mäßigem Beginn und einer Krankheitspause konnte Karpow an seine frühere Dominanz anknüpfen: Mit einer Serie von sechs Siegen in Folge gewann er das Turnier schließlich mit zwei Punkten Vorsprung – eine Demonstration seiner Stärke und eine gute Werbung für das bevorstehende Match. Unter anderem schlug er Timman und Ljubomir Ljubojević.
Kasparow gewann Mitte Mai in Basel einen Zweikampf gegen Tony Miles überragend mit 5,5:0,5. Miles kommentierte nach der letzten Partie: „Ich dachte, ich spiele gegen den Weltmeister, nicht gegen ein Monster mit 27 Augen, das alles sieht.“ Bei der abschließenden Simultanveranstaltung gewann Kasparow alle 30 Partien.
In einem erneuten Uhrenhandicap, diesmal gegen eine Auswahl der Deutschen Schachjugend in Frankfurt am Main konnte er die Niederlage von Hamburg wettmachen: Kasparow gewann mit fünf Siegen und drei Remisen. Dabei gelang ihm auch die Revanche gegen Wahls, der als einziger bei beiden Uhrenhandicaps mitspielte. Am gleichen Abend hatte Kasparow einen Fernsehauftritt im Aktuellen Sport-Studio des ZDF. Dort demonstrierte er die Gedächtnisleistung eines Schachgroßmeisters, indem er in einer Vorführung eine Reihe historischer Stellungen wiedererkannte. Einige Tage später besuchte Kasparow England, um sich die Örtlichkeiten des bevorstehenden Wettkampfes gegen Karpow anzusehen. Eine Auswahl der englischen Junioren schlug sich im Simultan tapfer und trotzte Kasparow in 20 Partien 3 Siege und 6 Remis ab.
Im Juli 1986 reiste Kasparow zur Annahme des ihm verliehenen Schach-Oscars nach Barcelona und zog sich danach zur Vorbereitung auf die Weltmeisterschaft zurück. Damit blieb der letzte schachliche Auftritt bei Karpow: Er nahm am doppelrundigen „Superturnier“ in Bugojno teil, bei dem sich die Veranstalter auf acht Spieler aus der absoluten Weltspitze beschränkt hatten, um die seltene Kategorie 16 eines Schachturniers zu erreichen. Karpow gewann souverän durch erneute Siege gegen Ljubojević, Timman und Spasski sowie Artur Jussupow. Lediglich einmal verlor er zwischen den Weltmeisterschaften: Seine Niederlage gegen Andreï Sokolov wurde später vom Schachinformator zur besten Partie im ersten Halbjahr 1986 gewählt. Außerdem konnte er gegen den vorher von Kasparow so deklassierten Miles nur mühsam ein verlorenes Endspiel remis halten, wobei auch ein Zeitnotfehler Miles’ mithalf.

## Organisation

### Wettkampfbedingungen

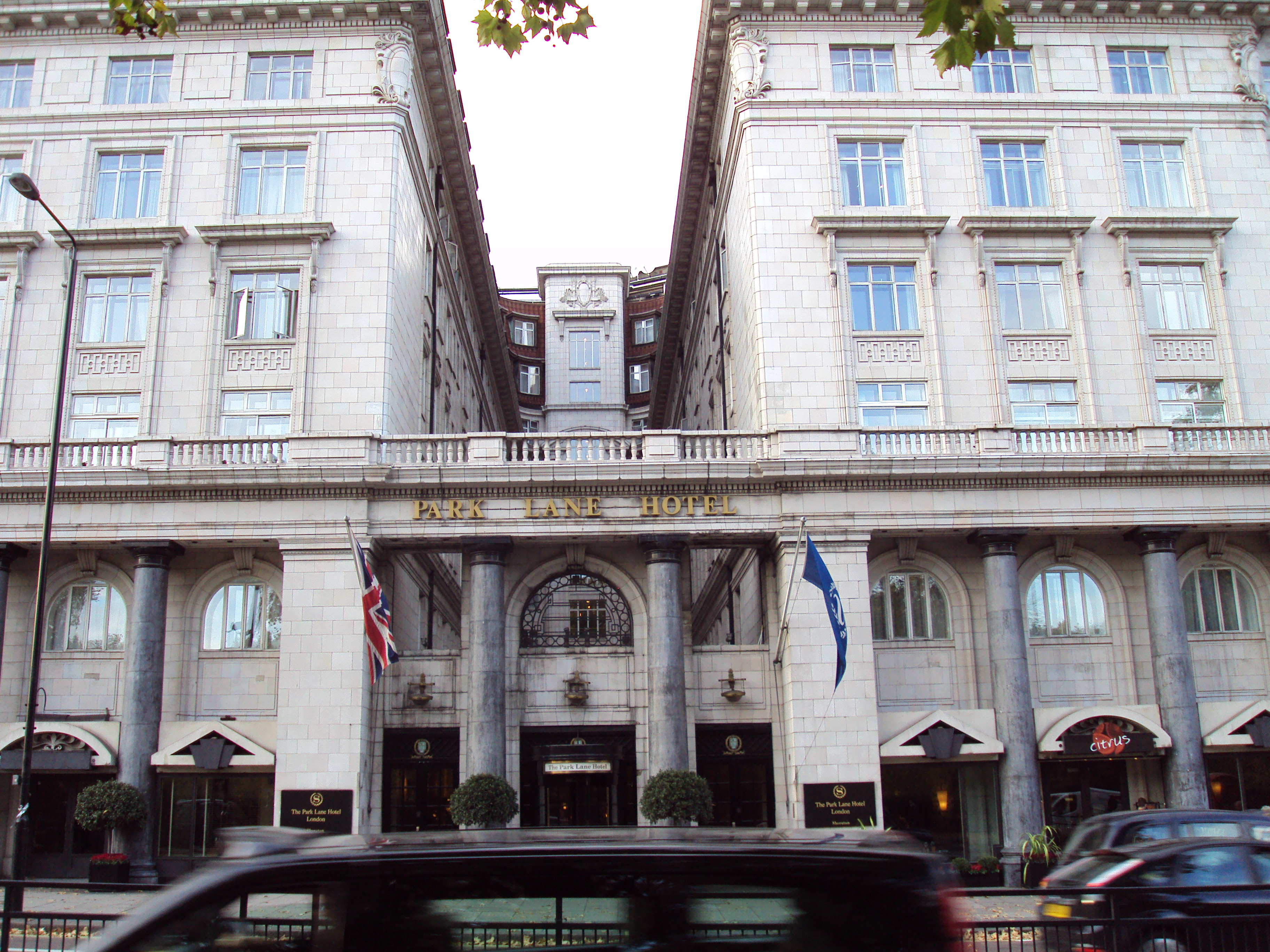
Spielort der ersten Hälfte: Park Lane Hotel in London, hinter dem Fotografen befindet sich der Green Park (Foto 2009)

Die Weltmeisterschaft ging über 24 Partien bzw. mindestens so lange, bis einer der Spieler mindestens 12,5 Punkte erreichte. In den Partien hatte jeder Spieler 2 ½ Stunden Zeit für 40 Züge. Wenn diese gespielt waren, konnte die Partie nach Belieben fortgesetzt werden, oder aber jeder Spieler konnte, wenn er am Zug war, in die Hängepartie übergehen. Dabei gab er seinen Zug ohne Ausführung in einem Kuvert ab und die Partie wurde bis zum nächsten Tag unterbrochen. Sie konnte in dieser Zeit analysiert werden. Auch Remisangebot (und dessen Annahme oder Ablehnung) oder Aufgabe der Partie waren dabei möglich; ohne derartiges Ende wurde am nächsten Tag fertig gespielt, wobei es eine zweite Zeitkontrolle nach je einer weiteren Stunde und insgesamt 56 Zügen gab.
Hauptschiedsrichter war der bereits beim „Match des Jahrhunderts“ (der Weltmeisterschaft 1972 zwischen Bobby Fischer und Boris Spasski) eingesetzte Lothar Schmid. Als Analysatoren und Kommentatoren der Partien vor Ort wirkten zahlreiche Spieler der Weltspitze, unter anderem Miles, Timman und Nigel Short. Eine Sonderrolle hatten Jugendweltmeister Maxim Dlugy, IM Nigel Davies und IM Ricardo Calvo: Wenige Minuten nach Beendigung gab das Trio über jede Partie ein Bulletin heraus.
In einer Auslosung am Tag vor Wettkampfbeginn wurde festgelegt, dass Karpow die erste Partie mit den weißen Steinen eröffnen würde.
Kasparow wies zu dem Zeitpunkt eine Elo-Zahl von 2740 auf, Karpow hatte 2705 Punkte.

### Austragungsorte und öffentliche Wahrnehmung

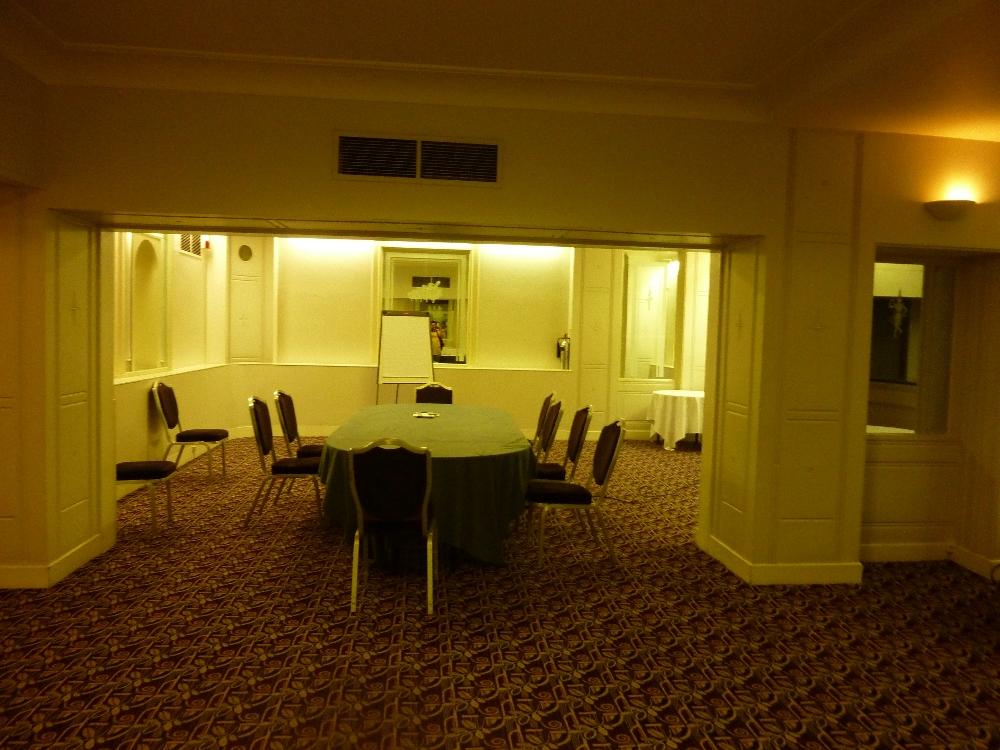
Der Spielsaal in London: Mirror Room im Park Lane Hotel. Der Raum wurde bis zum Foto 2012 nur minimal verändert.

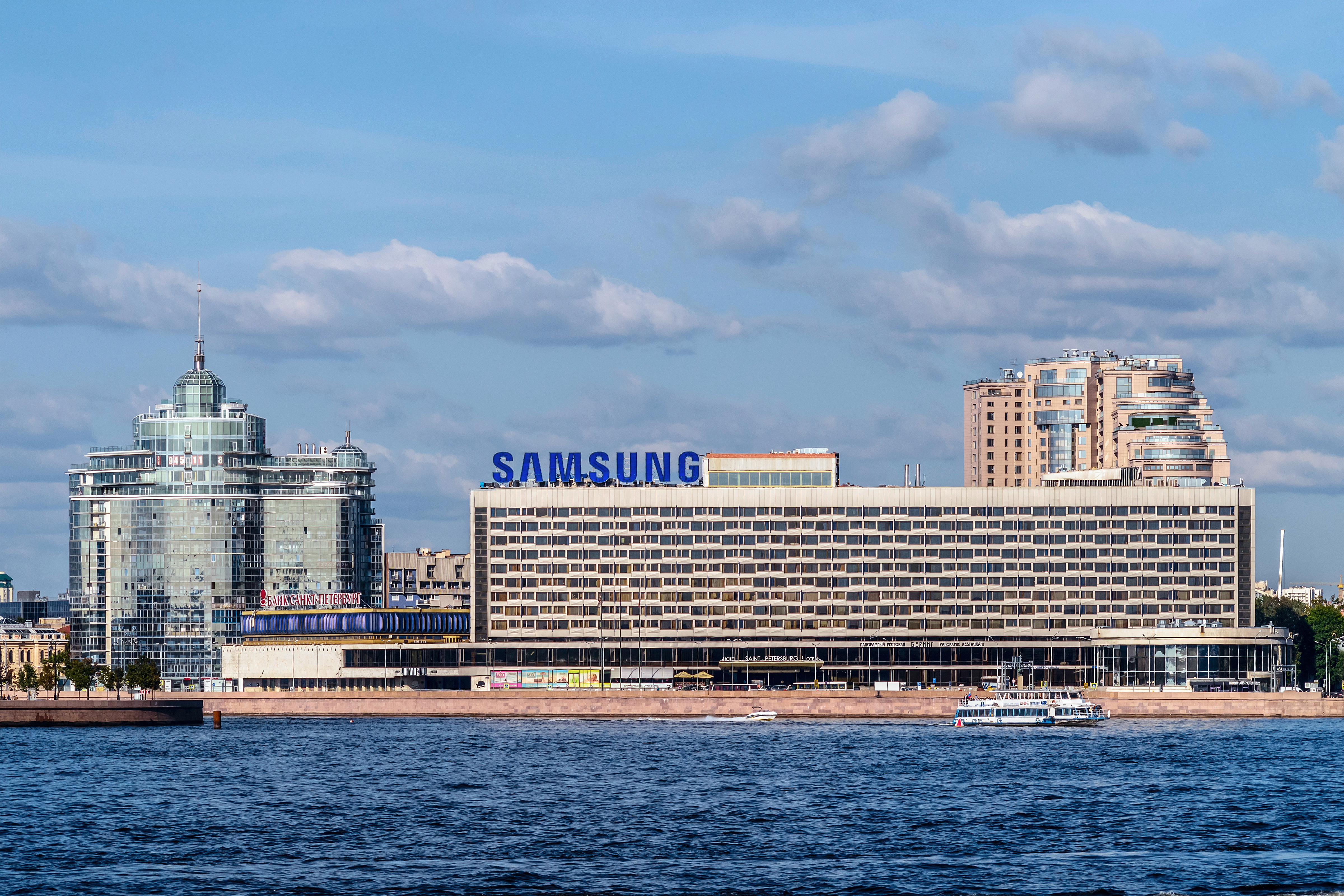
Das Hotel Leningrad im heutigen St. Petersburg (Bild von 2015)

Die erste Hälfte der Schachweltmeisterschaft fand im Londoner Park Lane Hotel nahe dem Hyde Park statt, die zweite wurde im Leningrader Hotel Leningrad ausgetragen. In London hielt die britische Premierministerin Margaret Thatcher die Eröffnungsrede. Das im Mai 1986 erfolgreich angelaufene Musical „Chess“ erlangte durch die Journalisten vor Ort ebenfalls mediale Aufmerksamkeit. Dessen Texter Tim Rice inszenierte die Eröffnungsfeier als Showevent. Am Eröffnungstag waren etwa 550 akkreditierte Journalisten anwesend, wobei im Laufe des Wettkampfes noch weitere dazukamen. In Leningrad gab es zu Beginn der zweiten Wettkampfhälfte nur eine bescheidene Eröffnungszeremonie durch den Bürgermeister; dort wurde während der Partien der Verkehr vor dem Spielsaal umgeleitet, um Lärmbelästigung zu vermeiden.
Die Züge wurden durch ein elektronisches System live auf Monitoren im Presseraum, Saal und Hotel übertragen. Im Spielsaal herrschte ein Verbot für Taschenschachspiele und Lebensmittel, ein Kommentar aus einer schalldichten Kabine konnte per Kopfhörer empfangen werden. Der Analyseraum, in dem bekannte Großmeister die laufenden Partien mit den Zuschauern analysierten, war separat eingerichtet.
In den Medien, unter anderem in den öffentlich-rechtlichen Sendern in Westdeutschland, war Schach während der Weltmeisterschaft mehr als üblich präsent. Im Londoner Green Park gegenüber dem Spiel-Hotel wurden bis zu 40 Schachbretter aufgebaut, an denen Spaziergänger spielen konnten. In Leningrad waren aufgrund des traditionell hohen Stellenwert des Schachspiels in der Sowjetunion bei jeder Partie tausende Zuschauer anwesend. Nach seinem überzeugenden Sieg 1985 wurde Kasparow durch die Schachpresse und die westlichen Medien unterstützt. Karpow dagegen wurde von den Zeitungen mit Häme bedacht, seine Ära war nach allgemeiner Meinung zu Ende.

## Verlauf
|                | 1 | 2 | 3 | 4 | 5 | 6 | 7 | 8 | 9 | 10 | 11 | 12 | 13 | 14 | 15 | 16 | 17 | 18 | 19 | 20 | 21 | 22 | 23 | 24 | Siege | Punkte |
| -------------- | - | - | - | - | - | - | - | - | - | -- | -- | -- | -- | -- | -- | -- | -- | -- | -- | -- | -- | -- | -- | -- | ----- | ------ |
| Garri Kasparow | ½ | ½ | ½ | 1 | 0 | ½ | ½ | 1 | ½ | ½  | ½  | ½  | ½  | 1  | ½  | 1  | 0  | 0  | 0  | ½  | ½  | 1  | ½  | ½  | 5     | 12½    |
| Anatoli Karpow | ½ | ½ | ½ | 0 | 1 | ½ | ½ | 0 | ½ | ½  | ½  | ½  | ½  | 0  | ½  | 0  | 1  | 1  | 1  | ½  | ½  | 0  | ½  | ½  | 4     | 11½    |

### London
|   | a | b | c | d | e | f | g | h |   |
| 8 |   |   |   |   |   |   |   |   | 8 |
| 7 |   |   |   |   |   |   |   |   | 7 |
| 6 |   |   |   |   |   |   |   |   | 6 |
| 5 |   |   |   |   |   |   |   |   | 5 |
| 4 |   |   |   |   |   |   |   |   | 4 |
| 3 |   |   |   |   |   |   |   |   | 3 |
| 2 |   |   |   |   |   |   |   |   | 2 |
| 1 |   |   |   |   |   |   |   |   | 1 |
|   | a | b | c | d | e | f | g | h |   |

In den ersten vier Partien des Wettkampfes zeigte sich zunächst eine klare Dominanz Kasparows. Sowohl in der ersten, als auch in der dritten Partie erzielte er mit Schwarz problemlos Remis, mit Weiß setzte er Karpow aber unter schweren Druck. In der zweiten Partie vermochte Karpow noch ins Remis zu entkommen, nachdem Kasparow einen taktischen Gewinnweg übersehen hatte, aber in der vierten Partie ging Kasparow in Führung.
Völlig unerwartet gelang Karpow indes schon in der nächsten Partie der Ausgleich, nachdem er die Eröffnungsvorbereitung Kasparows widerlegen konnte. In der nebenstehenden Diagrammstellung rechnete Kasparow als Schwarzer nur mit der Fortsetzung 20. Sg1–f3 Ld7–c6 mit der Drohung, nach Tausch auf f3 g6–g5 zu spielen und den Königsläufer zu befreien. Doch mit dem ungewöhnlichen Zug 20. Sg1–h3! widerlegte Karpow diesen Plan. Nun konnte sich Kasparow nicht mehr befreien und verlor. Nach dieser Niederlage nahm er eine Auszeit. Die beiden darauffolgenden, scharf geführten Partien endeten remis und zeigten keine Überlegenheit Kasparows.
In der achten Partie trug Kasparow einen kompromisslosen Königsangriff vor und verzichtete dabei sogar auf einen Qualitätsgewinn. Karpow überschritt schließlich in verlorener Stellung die Zeit. Es folgten vier Remispartien, von denen die elfte herausragte. Karpow spielte sie ungewöhnlich risikofreudig und stand zwischenzeitlich auf Gewinn.
|   | a | b | c | d | e | f | g | h |   |
| 8 |   |   |   |   |   |   |   |   | 8 |
| 7 |   |   |   |   |   |   |   |   | 7 |
| 6 |   |   |   |   |   |   |   |   | 6 |
| 5 |   |   |   |   |   |   |   |   | 5 |
| 4 |   |   |   |   |   |   |   |   | 4 |
| 3 |   |   |   |   |   |   |   |   | 3 |
| 2 |   |   |   |   |   |   |   |   | 2 |
| 1 |   |   |   |   |   |   |   |   | 1 |
|   | a | b | c | d | e | f | g | h |   |

Nach großen Verwicklungen opferte Karpow in der Diagrammstellung nun den Springer e7 auf g6. Das sieht selbstverständlich aus, da die Angriffslinie des Turmes c7 freigelegt wird, und der Springer h4 als Sperrstein gegen ein schwarzes Abzugsschach stehen bleibt. Doch ausschlaggebend wäre gewesen, dass der Se7 den schwarzen König einklemmt und die offene h-Linie für Weiß zur Angriffslinie wird: Mit 23. Sh4xg6+! h7xg6 24. Db1xg6 hätte Karpow entscheidenden Vorteil erreicht, etwa nach 24. … Dh5–e5 25. Kh2xh3 Tf8–f6 26. Kh3–g4! mit einem Wanderkönig und siegreichem Angriff auf der h-Linie. Nach der Partiefortsetzung endete die Partie Remis. Die Partie erhielt einen mit 10.000 £ dotierten Spezialpreis als die schönste in London gespielte. Kasparow mutmaßte in einem Interview, die Veranstalter wollten damit ihre Neutralität demonstrieren, und zeigte eine Vorliebe für die von ihm gewonnene 8. Partie.
Insgesamt ging also in der Londoner Hälfte Kasparow mit einem Punkt in Führung.

### Leningrad
Während des Wechsels nach Leningrad wurde der Wettkampf für eine Woche unterbrochen, in der plangemäß eine Auszeit nur bei medizinischen Problemen einzulegen war. Der physisch weniger robuste Karpow nahm dies in Anspruch durch ein umstrittenes Attest des Matcharztes („Atembeschwerden“).
Kasparow dominierte die ersten vier Partien in Leningrad noch stärker als jene in London. In der 13. Partie lagen erstmals im Wettkampf die Gewinnchancen einseitig bei Schwarz – Kasparow erspielte nach einem Fehler Karpows eine Gewinnstellung, vergab sie jedoch kurz darauf in Zeitnot. Es folgte ein Sieg Kasparows nach einer sehr taktischen Partie. Überraschend nahm Kasparow nach seinem Sieg, der ihm zwei Punkte Vorsprung bescherte, seine zweite Auszeit. In der folgenden 15. Partie vermochte Karpow die schwarze Stellung nicht zu knacken. Nach dem 29. Zug wurde die Partie remis gegeben.
|   | a | b | c | d | e | f | g | h |   |
| 8 |   |   |   |   |   |   |   |   | 8 |
| 7 |   |   |   |   |   |   |   |   | 7 |
| 6 |   |   |   |   |   |   |   |   | 6 |
| 5 |   |   |   |   |   |   |   |   | 5 |
| 4 |   |   |   |   |   |   |   |   | 4 |
| 3 |   |   |   |   |   |   |   |   | 3 |
| 2 |   |   |   |   |   |   |   |   | 2 |
| 1 |   |   |   |   |   |   |   |   | 1 |
|   | a | b | c | d | e | f | g | h |   |

Wie bereits im Vorjahr verlief auch 1986 die 16. Partie besonders spektakulär. Beide Spieler wiederholten rasch dieselbe Variante wie in der 14. Partie. Kasparow wich im 18. Zug ab, Karpow wartete jedoch sofort mit einer Neuerung auf. Nach einem Bauernopfer Karpows im 19. Zug wurde die Partie schnell taktisch, beide Spieler verbrauchten sehr viel Zeit beim Rechnen der Varianten. Vor der Zeitkontrolle entstand deshalb ein Blitzschach-Duell. In der Diagrammstellung führt die Abwicklung 36. Df4xe5 Sd7xe5 37. Tg6xa6 d3–d2 höchstens zum Remis. Kasparow fand aber die Kombination 36. Tg6–g8+! Kf8–e7 37. d5–d6+! Ke7–e6 38. Tg8–e8+ Ke6–d5 39. Te8xe5+ mit Damengewinn. Zwei Züge später reflektierte Karpow die aufgabereife Stellung noch lange. Als sich Kasparow daraufhin in den Entspannungsraum zurückzog, verließ Karpow den Saal ohne förmliche Aufgabe und Handschlag. Das Publikum bedachte den auf die Bühne zurückkehrenden Kasparow mit frenetischem Applaus.
Kasparow hatte mit diesem Sieg den Vorsprung auf drei Punkte ausgebaut. Es herrschte Einigkeit bei Großmeistern, Journalisten und dem Rest der Schachwelt, dass dies die Vorentscheidung war. Doch der Jubel über die vermeintliche Vorentscheidung beeinflusste Kasparow negativ. Er verfiel in denselben Fehler wie nach der vierten Partie und nahm Karpow als Gegner nicht mehr hinreichend ernst. Dies zeigte sich schon in der 17. Partie, als er dieselbe Eröffnung wie in der 15. spielte, obwohl er mit Sicherheit annehmen musste, dass Karpows Analyseteam eine Verbesserung vorbereiten würde. So geschah es, und Kasparow ging glatt unter, ohne die besten Verteidigungszüge zu finden.
In der 18. Partie erreichte Karpow wie schon zu Beginn des Matches mit Nimzowitsch-Indisch keinen Ausgleich. Kasparow erzielte Vorteil mit Angriff auf beiden Flügeln. Doch auf der Suche nach einem zwingenden Gewinnweg kam diesmal nur er selbst in Zeitnot, worauf er den Sieg vergab und anschließend das Endspiel noch verlor.
Nach seiner zweiten Niederlage in Folge nahm der Weltmeister seine letzte Auszeit, um sein Grünfeld-Indisch länger zu analysieren. Doch Karpow spielte eine Neuerung, die die Eröffnungsplanung Kasparows zunichtemachten. Erneut geriet er in Nachteil und gab nach Abbruch der Partie ohne Weiterspiel auf.
|   | a | b | c | d | e | f | g | h |   |
| 8 |   |   |   |   |   |   |   |   | 8 |
| 7 |   |   |   |   |   |   |   |   | 7 |
| 6 |   |   |   |   |   |   |   |   | 6 |
| 5 |   |   |   |   |   |   |   |   | 5 |
| 4 |   |   |   |   |   |   |   |   | 4 |
| 3 |   |   |   |   |   |   |   |   | 3 |
| 2 |   |   |   |   |   |   |   |   | 2 |
| 1 |   |   |   |   |   |   |   |   | 1 |
|   | a | b | c | d | e | f | g | h |   |

Drei Partien zuvor schien der Wettkampf klar entschieden. Nun stand er wieder ausgeglichen – und obendrein musste Kasparow mit der Demütigung leben, erstmals seit 25 Jahren in einem WM-Kampf drei Partien in Folge verloren zu haben. Zuletzt war dies im bis dahin letzten Revanchekampf 1961 geschehen, als Michail Tal seinen Titel an Michail Botwinnik zurückverloren hatte. Kasparow beschuldigte Jewgeni Wladimirow, ein Mitglied seines Sekundantenteams, als Spion für Karpow zu arbeiten und Geheimnisse der Eröffnungsvorbereitung verraten zu haben. Er entließ Wladimirow; der Vorwurf wurde niemals geklärt.
Nach seinem unerwarteten Ausgleich nahm Karpow überraschend seine letzte Auszeit. In der 20. Partie begnügten sich beide mit einem bescheidenen Remis nach der Katalanischen Eröffnung und 21 Zügen – das einzige Kurzremis im Match, in dem Kasparow Weiß hatte.
In der 21. Partie überraschte Kasparow, indem er erstmals mit Damenindisch antwortete. Karpow bemühte sich, ihn unter Druck zu setzen, doch blieb die Partie in Mittelspiel und Endspiel stets in der Remisbreite.
Die faktische Entscheidung des Wettkampfes zugunsten Kasparows fiel in der 22. Partie. Wieder versuchte Karpow das Damengambit; in der Notwendigkeit, noch eine Partie zu gewinnen, verzichtete er aber auf den in der 10. und 12. Partie gespielten Vorstoß c6–c5 zugunsten einer aktiven Figurenentwicklung. Kasparow konnte in der erneut sehr taktischen Partie den gegnerischen a-Bauer mit Vorteil gewinnen, doch aktives Gegenspiel mit dem Turm hätte Schwarz noch Remischancen geboten. Im nebenstehenden Diagramm, das die Abbruchstellung zeigt, spielte Kasparow den starken Abgabezug 41. Se5–d7!; damit droht Weiß 42. Sd7–f8+ nebst Tb7–b8 und unparierbaren Mattdrohungen. Dagegen gibt es kein Mittel. Fünf Züge später gab Karpow auf.
Diese Partie wurde vom Schachinformator zur besten des zweiten Halbjahres 1986 gewählt. Allgemein erhielt sie außerordentliches Lob von allen Seiten, einschließlich der Exweltmeister Botwinnik, Smyslow und Tal. Der alte Großmeister Miguel Najdorf nannte die Partie „exceptional and exquisite“. Insbesondere 41. Se5–d7! wurde in seiner für einen Abgabezug herausragenden Stärke und Bedeutung gelobt.
Der Sieg bedeutete die erneute Wettkampfführung für Kasparow. Um den Weltmeistertitel zurückzugewinnen, hätte Karpow beide verbleibenden Partien gewinnen müssen. Dies gelang ihm nicht; Kasparow konnte beide Male ruhige Positionspartien herbeiführen, die Karpow keine Chance mehr zu einem Sieg ließen. Somit hatte Kasparow seinen Weltmeistertitel erfolgreich verteidigt.

## Nachbetrachtung
Das Ergebnis von 12,5:11,5 spiegelt in etwa wider, dass Kasparow der etwas stärkere Spieler war. Zu keinem Zeitpunkt des Wettkampfs lag er im Rückstand.
Die unmittelbaren Auswirkungen des Wettkampfes waren gering. Im Wesentlichen hatte sich der status quo bestätigt. Kasparow blieb ungefährdet Weltmeister und Karpow nutzte seine festgeschriebene Chance, gegen den Gewinner der Kandidatenturniere um die Teilnahme an der Schachweltmeisterschaft 1987 zu spielen. Dort gewann er im sogenannten „Superfinale“ souverän gegen Andreï Sokolov mit 7,5:4,5, womit er sein Öffentlichkeitsbild als einziger und würdiger Gegenspieler Kasparows festigte. In der Weltmeisterschaft selbst erwies sich Karpow dann als ebenbürtiger Gegner und hätte beinahe den Titel zurückgewonnen – Kasparow hielt durch einen Sieg in der letzten Partie das Match 12:12 unentschieden. Erst die Schachweltmeisterschaft 1990, die Kasparow wieder mit 12,5:11,5 gewann, wurde die letzte zwischen den beiden; denn 1993 kam es zu genau jener Spaltung, die sich bereits 1986 angedeutet hatte: Kasparow und sein Herausforderer Nigel Short (der im Kandidatenturnier Karpow überraschend besiegt hatte) sagten sich wegen finanzieller Streitigkeiten von der FIDE los und gründeten die Professional Chess Association (PCA). Kasparow blieb bis zum Jahr 2000 klassischer Weltmeister, dann wurde er von Wladimir Kramnik besiegt. Die FIDE führte währenddessen parallel eigene Weltmeisterschaften durch. Dieser FIDE-Titel erreichte in der Schachöffentlichkeit allerdings ein niedrigeres Ansehen als Kasparows und Kramniks Weltmeistertitel. Erst mit der Wiedervereinigung der Titel bei der Schachweltmeisterschaft 2006 kehrte der alleinige Weltmeistertitel wieder unter den Herrschaftsbereich des Weltschachbundes FIDE zurück.